# یواس‌اس میلز (دی‌ئی-۳۸۳)
یواس‌اس میلز (دی‌ئی-۳۸۳) (به انگلیسی: USS Mills (DE-383)) یک کشتی بود که طول آن ۳۰۶ feet (93.27 m) بود. این کشتی در سال ۱۹۴۳ ساخته شد.